# KAV Capitolina Rom
Die Katholische Akademische Verbindung Capitolina zu Rom im CV (kurz: KAV Capitolina Rom) ist eine 1986 in Rom gegründete nichtschlagende, farbentragende, katholische Studentenverbindung und Mitglied im Cartellverband der katholischen deutschen Studentenverbindungen (CV). Sie ist das einzige Mitglied des CV in Italien.

## Couleur, Wappen und Wahlspruch
Das Wappen der Capitolina ist bordiert und geviert. Heraldisch rechts befindet sich ein Anker mit stilisierten Fischen, während hinten eine Eule dargestellt ist, manchmal auf einem offenen Buch ruhend, gelegentlich aber auch auf einem geschlossenen Buch. Im vorderen unteren Feld des Wappens ist ein Trinkhorn abgebildet, während sich im hinteren unteren Feld eine Darstellung der Kuppel des Petersdoms befindet. Das Herzschild, das einen Zirkel zeigt, ist in den Verbindungsfarben schräg geteilt. Über dem Wappenschild ruht ein gekrönter Spangenhelm mit Helmwulst. Die Helmdecke ist entsprechend den Familienfarben oder den Verbindungsfarben gestaltet. Auf dem Helm befinden sich drei Straußenfedern. Die Burschenfarben sind Karmesinrot–Gelb–Weiß, mit güldener Perkussion, die Fuchsenfarben hingegen Gelb–Weiß, ebenso mit güldener Perkussion. Diese Farben vereinen die traditionellen Kirchenfarben Gelb und Weiß mit karmesinroten–gelben, den römischen Stadtfarben. Das Kopfcouleur ist Karmesinrot. Der Verbindungspatron ist Albertus Magnus, Patronatskirche ist die deutsche Nationalkirche Santa Maria dell’Anima.

## Geschichte

### Vorgeschichte
Bereits vor der Gründung einer Verbindung mit deutscher studentischer Traditionspflege gab es in Rom, als Zentrum der römisch-katholischen Kirche, vielfältige Aktivitäten von Mitgliedern des Cartellverband der katholischen deutschen Studentenverbindungen. So bestand bereits 1877 – wenngleich nur für kurze Zeit– eine sogenannte „Freie Vereinigung Tiberina“, gebildet von in Rom studierenden Mitgliedern des CV. Darüber hinaus sind regelmäßige Treffen und Veranstaltungen der studentischen Brauchtumspflege insbesondere zu den Osterfeierlichkeiten und den mit ihnen verbundenen Pilgerfahrten deutscher Pfarreien und Diözesen bezeugt. Exemplarisch zu nennen sind hier: eine „Cartellkneipe“ aus sechs, anlässlich des Heiligen Jahrs 1900 auf Pilgerreise befindlicher Studenten mit fünf in Rom ortsansässigen Alten Herren in der Trattoria Costatino  oder der „Cartellkommers“ von 16 Philistern verschiedener CV-Verbindungen am Ostermontag des Jahres 1903, die sich auf gemeinsamer Pilgerfahrt befanden.  Von besonderer Bedeutung im Hinblick auf die spätere Gründung der KAV Capitolina ist sodann die Begründung eines festen, ortsansässigen CV-Philisterzirkels am 30. März 1922 in der deutschen Nationalkirche Santa Maria dell’Anima. Auch die CV-Romfahrten ab 1888, an denen Hunderte von Teilnehmern partizipierten und ab 1959 wieder verstärkt erfolgten, sowie die Ausrichtung von Seminaren der CV-Akademie ab 1977 trugen ihren Teil zum Aufkeimen der Idee, eine römische Verbindung zu gründen, bei.

### Gründungszeit

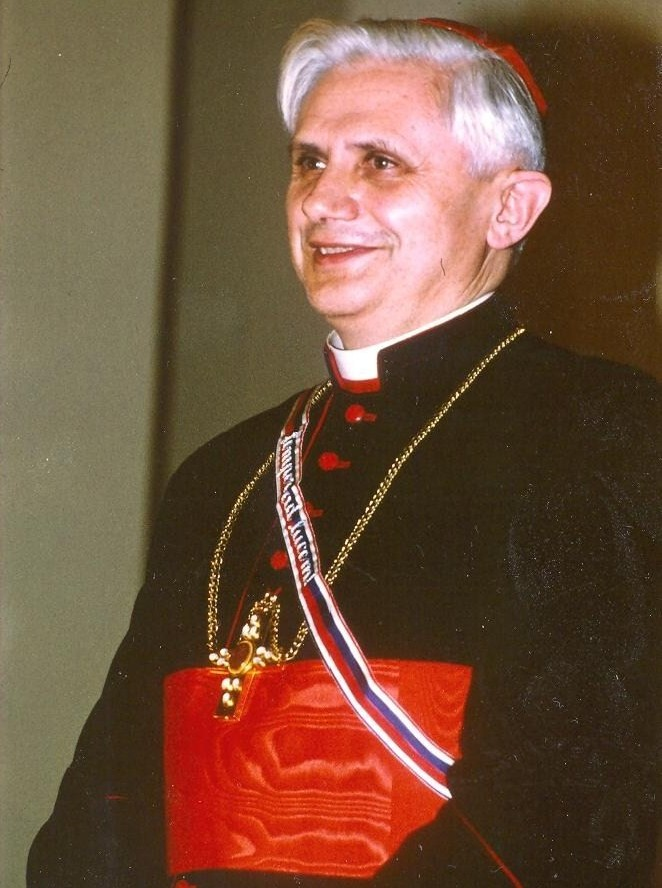
Gründungsphilister Joseph Ratzinger (hier mit dem Band der Rupertia Regensburg dargestellt)

Die bereits dargelegten Aktivitäten des Cartellverbandes und dessen Mitglieder in Rom bilden den unmittelbaren Rahmen für die Gründung einer eigenständigen Verbindung, die in Rom ortsansässig und zugleich den Gebräuchen des katholischen Korporationswesens verpflichtet sein sollte. Von maßgeblichen Einfluss hierfür sollte neben dem bereits bestehenden CV-Philisterzirkel in Rom auch die wachsende Anzahl deutscher Studenten an der Päpstlichen Universität Gregoriana sein. Insbesondere in ihrem sogenannten „Freijahr“ befindliche Theologiestudenten und Angehörige des Päpstlichen Collegiums Germanicum et Hungaricum initiierten diese Bestrebungen zu einer Verbindungsgründung mit. Das Ergebnis dieser Bemühungen stellte die Gründung der KAV Capitolina zu Rom am 26. November 1986 aus studentischen Mitglieder der beiden Korporationsverbände KV und CV sowie des in Rom ansässigen CV-Philisterzirkels dar. Zu den 19 studentischen und 20 Altherren-Gründungsmitgliedern zählen unter anderem Persönlichkeiten wie Joseph Kardinal Ratzinger (später Papst Benedikt XVI.), sowie Kardinal Corrado Bafile und die damaligen Kurienbischöfe Paul Josef Cordes und Alois Wagner.
Die Gründung der KAV Capitolina, die sodann im Jahr 1987 bei der Cartellversammlung in München in denselbigen Verband zuerst für drei Jahre als „freie Vereinigung“ und schließlich 1990 in Tübingen als vollberechtigtes Mitglied aufgenommen wurde, stellt eine einmalige Verbindung deutscher Pilger- und Studententradition dar. Die enge Beziehung dieser beiden Elemente stellt sich sowohl in dem bis heute engen Verhältnis Capitolinas mit der Deutschen Pfarr- und Pilgerseelsorge der „Anima“, als auch des deutschen Pilgerzentrums in Rom dar, welches die Deutsche Bischofskonferenz anlässlich des Heiligen Jahr 1975 ins Leben rief.

### „Wichtige Brücke zwischen dem Herz der Kirche und den deutschsprachigen Ländern“
Ihrem Charakter als in Italien gegründeter Verbindung mit deutscher Brauchtumspflege Rechnung tragend zeichnet sich die KAV Capitolina durch eine besondere überregionale Aktivität aus. Beispielhaft zu nennen sind hier die „Eigenzirkel“ von Capitolinen etwa in Städten wie Berlin, Bonn, Essen, München, Stuttgart, Würzburg und Wien oder die sogenannten „Transalpinen Sommergespräche“ in Form eines jährlich stattfindenden akademischen Symposions nördlich der Alpen, zu welchem sowohl Verbindungsmitglieder als auch verbindungsexterne Referenten und Gäste geladen sind.
Aufgrund zahlreicher Doppelmitgliedschaften von Capitolinen in anderen Verbindungen des Cartellverbandes stellt Capitolina im Selbstverständnis „eines der größten Akademiker-Netzwerke im CV“ (ca. 400 Mitglieder) dar.  Ersichtlich wird ein solcher Einfluss etwa an der Charta ‘15, dem neuen gesellschaftspolitischen Grundsatzprogramm des Cartellverbandes, das auf der 129. Cartellversammlung in Heidelberg und Mannheim im Mai 2015 verabschiedet wurde: Zahlreiche Initiatoren des von der Cartellversammlung beschlossenen Textentwurfs sind Mitglieder der Capitolina. Vonseiten des Vatikans wurde die KAV Capitolina unterdessen als „wichtige Brücke zwischen dem Herz der Kirche und den deutschsprachigen Ländern“ bezeichnet.
Im Jahr 2025/2026 stellt die KAV Capitolina erstmals das Vorortspräsidium des Cartellverbandes unter der Leitung des Vorortspräsidenten David Piepenberg. Damit wird 2026 zum ersten Mal eine Cartellversammlung in Rom stattfinden.

## Bekannte Mitglieder
- Benedikt XVI. (1927–2022), Theologe, Hochschullehrer und römisch-katholischer Geistlicher, Papst (2005–2013)
- Wolfgang Johannes Bandion (* 1950), Historiker
- Frank Bayard OT (* 1971), Hochmeister und Generalabt des Deutschen Ordens
- Walter Brandmüller (* 1929), römisch-katholischer Geistlicher, Prälat, Hochschullehrer, Kirchenhistoriker, Erzbischof, Kardinal, Präsident des Päpstlichen Komitees für Geschichtswissenschaft (1998–2009)
- Paul Josef Cordes (1934–2024), Kurienkardinal und ehemaliger Präsident des päpstlichen Rates Cor Unum
- Josef Graf (* 1957), Theologe, Weihbischof im Bistum Regensburg
- Dieter Michael Grohmann (* 1963), Jurist, Medienschaffender, Filmemacher und Medienkünstler
- Philipp Jenninger (1932–2018), Politiker (CDU), Staatsminister im Bundeskanzleramt (1982–1984), Präsident des Deutschen Bundestages (1984–1988)
- Joachim Herrmann (* 1956), Politiker (CSU), Bayerischer Staatsminister des Innern, Mitglied des Bayerischen Landtags (seit 1994)
- Jean-Claude Hollerich (* 1958), Jesuit, Kardinal und Erzbischof von Luxemburg, Präsident der Kommission der Bischofskonferenzen der Europäischen Gemeinschaft (ComECE) (2018–2023)
- Othmar Karas (* 1957), Politiker (ÖVP), Abgeordneter im Europäischen Parlament (1999–2024), Vizepräsident des Europäischen Parlaments (2012–2014, 2019–2022), Erster Vizepräsident des Europäischen Parlaments (2022–2024), Präsident des European Forum Alpbach (seit 2024)
- Christoph Kühn (* 1963), römisch-katholischer Priester des Bistums Eichstätt, Kirchenrechtler, ehemaliger päpstlicher Diplomat
- Andreas Kutschke (* 1973), römisch-katholischer Geistlicher, Generalvikar des Bistums Dresden-Meißen
- Richard Mathes (1940–2005), römisch-katholischer Geistlicher, Philosophieprofessor, Rektor des Päpstlichen Institut Collegio Teutonico di Santa Maria dell’Anima(1998–2004)
- Bertram Meier (* 1960), römisch-katholischer Theologe, Bischof von Augsburg (seit 2020)
- Alois Mock (1934–2017), Politiker (ÖVP), ehemaliger Vizekanzler, Unterrichts- und Außenminister der Republik Österreich
- Peter Schallenberg (* 1963), römisch-katholischer Moraltheologe und christlicher Sozialwissenschaftler
- Herbert Schambeck (1934–2023), Rechtswissenschaftler, Politiker (ÖVP), Präsident des Österreichischen Bundesrates
- Ludwig Schick (* 1949), römisch-katholischer Geistlicher, 75. Erzbischof von Bamberg (2002–2022), Metropolit der Kirchenprovinz Bamberg, Generalvikar, Weihbischof in Fulda, Professor für Kirchenrecht an der Theologischen Fakultät Fulda
- Nikodemus Schnabel (* 1978), Ordensgeistlicher, Ostkirchenexperte, Abt der Dormitio-Abtei in Jerusalem
- Thomas Schwartz (* 1964), römisch-katholischer Priester, Theologe, Honorarprofessor, Autor, Verleger, Fernsehmoderator, Hauptgeschäftsführer von Renovabis

## Ehrenmitglieder
- Corrado Bafile (1903–2005), Apostolischer Nuntius in Deutschland und Kardinalpräfekt der Kongregation für die Selig- und Heiligsprechungsverfahren
- Kurt Koch  (* 1950), Kurienkardinal und Präsident des Päpstlichen Rates zur Förderung der Einheit der Christen
- Martin Lohmann (* 1957), Publizist und Journalist, ehemaliger Chefredakteur von K-TV
- Elmar Mäder (* 1963), Oberst, 33. Kommandant der Schweizergarde (2002–2008)
- Opilio Rossi (1910–2004), vatikanischer Diplomat, Kurienkardinal
- Friedrich Ruth (1927–2016), Diplomat, Botschafter in Italien (1986–1992)
- Donato Squicciarini (1927–2006), Erzbischof, Diplomat des Heiligen Stuhls
- Alois Wagner (1924–2002), Titularerzbischof der römisch-katholischen Kirche, „Entwicklungshilfe-Bischof“ des Vatikans
- Arnold Wieland (* 1940), Theologe, Hochmeister des Deutschen Ordens (1988–2000)
- Walter Kasper (* 1933), römisch-katholischer Geistlicher, Theologe, Kurienkardinal, Präsident des Päpstlichen Rates zur Förderung der Einheit der Christen, Bischof von Rottenburg-Stuttgart (1989–1999)
- Walter Mixa (* 1941), Bischof von Eichstätt (1996–2005), Bischof von Augsburg (2005–2010), katholischer Militärbischof in Deutschland (2000–2010)
- Reinhard Marx (* 1953), Kardinal, Erzbischof von München und Freising, Metropolit der zugehörigen Kirchenprovinz (seit 2008), Kardinalpriester von San Corbiniano (seit 2010), Präsident der Kommission der Bischofskonferenzen der Europäischen Gemeinschaft (ComECE) (2012–2018), Vorsitzender der Deutschen Bischofskonferenz (2014–2020), Großprior der deutschen Statthalterei des Ritterordens vom Heiligen Grab zu Jerusalem.
- Reinhold Lopatka (* 1960), Politiker (ÖVP), Obmann des ÖVP-Parlamentsklubs (2013–2017), Leiter der österreichischen Delegation der Parlamentarischen Versammlung des Europarates, Mitglied des Europäischen Parlaments (seit 2024)